# 圣米迦勒联合教会
圣米迦勒联合教会（英語：St. Michael’s Uniting Church）是一座澳大利亚联合教会的教堂，位于澳大利亚墨尔本市中心的科林斯街和罗素街转角。这座教堂原名科林斯街独立教会（Collins Street Independent Church），是一座公理会教堂，建于1839年，是维多利亚州最早的教堂之一。1866年拆除老堂，由约瑟夫·里德设计，兴建了目前的伦巴第风格的教堂，外墙使用多种颜色的面砖。约瑟夫·里德也是墨尔本市政厅和皇家展览馆的设计者。1977年，该教堂加入澳大利亚联合教会。
该教堂是著名的自由主义神学和政治激进主义中心。